# 노비나역

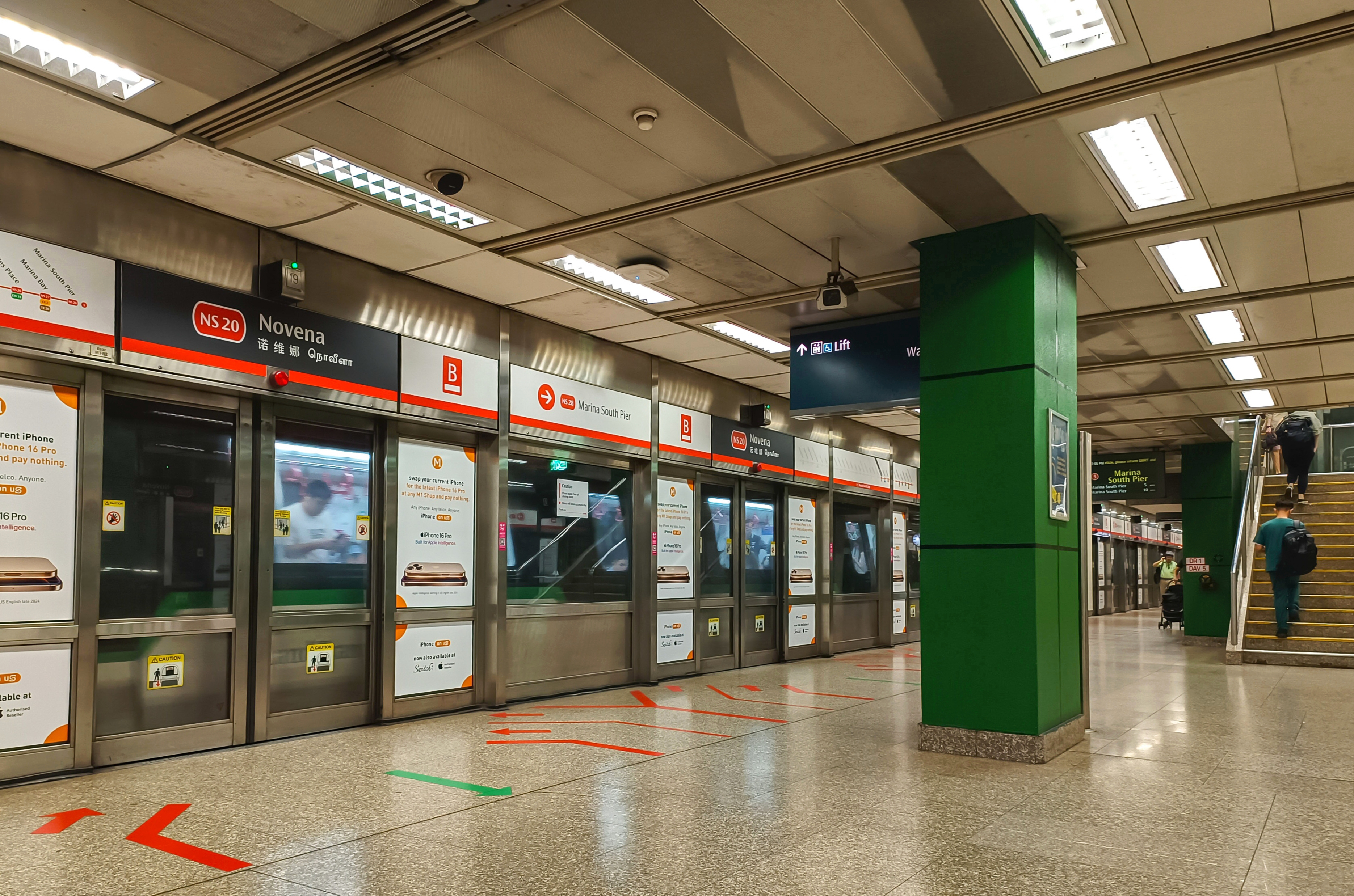

노비나역(Novena MRT station) 또는 노베나역은 노스사우스선의 지하철 MRT(Mass Rapid Transit) 역이다. 싱가포르 노비나의 톰슨 로드를 따라 위치한 이 역은 탄톡셍 병원, 마운트 엘리자베스 노베나 병원, 유나이티드 스퀘어 등 랜드마크 근처에 위치해 있다. MRT 시스템 1단계의 일부로 톰슨이라는 실명으로 계획되었으며, 역 이름은 1982년 11월 노비나 처치(Novena Church)의 이름을 따서 노비나로 변경되었다. 1984년 1월에 역 건설이 시작되어 1987년 12월에 개통되었다.